# Сунан Абу Дауда
Суна́н Абу́ Дау́да (Сунан Аби Дауд; араб. سنن أبي داود‎) — самый маленький из шести основных сборников хадисов (Кутуб ас-ситта), собранный Абу Даудом. Сборник Абу Дауда занимает третье место после сборников имамов аль-Бухари и Муслима.

## Обзор
«Сунан» является одним из ранних сочинений имама Абу Дауда. В течение 20 лет он собирал хадисы в разных уголках арабского халифата и завершил написание своего труда в 241 году от хиджры. Абу Дауд собрал около 500 тысяч хадисов, из которых в сборник было включено только 5 274 хадисов. В течение жизни Абу Дауд не раз возвращался к своему сборнику и вносил небольшие изменения.
В Сунане Абу Дауда собраны хадисы, которые не встречаются в других подобных сборниках. Он считается первым сборником хадисов, содержащих нормы шариата, а главы этой книги соответствуют различным разделам фикха: «Вера», «Очищение», «Молитва», «Закят» и другие. В своём послании к жителям Мекки имам Абу Дауд пояснил: «В сборник „Сунан“ я включил только хадисы, содержащие нормы Шариата, и не стал включать хадисы об умеренности в пользовании мирскими благами (зухд) и достоинствах различных дел…».
Абу Дауд разделил свою книгу на 18 частей, одну часть из которых представляли хадисы с пропущенным первым передатчиком (мурсаль). Позже передатчики сборника разделили его по-другому. Так, например, аль-Хатиб аль-Багдади разделил сборник на 32 части.
Первый сборник хадисов «Сунан Абу Дауда» был издан в Дели (Индии), в 1271 году от хиджры.

### Комментарии
1. ↑  Некоторые богословы ставят Сунан Абу Дауда на четвёртое место после сборников аль-Бухари, Муслима и ан-Насаи